# Sverdrup
 Ovo je glavno značenje pojma Sverdrup. Za druga značenja pogledajte Sverdrup (razdvojba).
Sverdrup je uobičajena mjerna jedinica koja se koristi u oceanografiji. Ime je dobila po norveškom oceanografu Haraldu Ulriku Sverdrupu, a označava obujam transportirane vode u jedinici vremena:
1 Sv
= 106 m3/s, (odnosno, 0,001 km3/s)
Tipične vrijednosti za morske struje su:
- 100-150 Sv za Golfsku struju
- 65 Sv za Agulhašku struju

Kratica za jedinicu Sverdupa je Sv, kao i za jedinicu ekvivalentne doze radioaktivnost i sivert. Još nije došlo do međunarodnog dogovora o jednoznačnom korištenju ovog simbola.